# Mastino tibetano

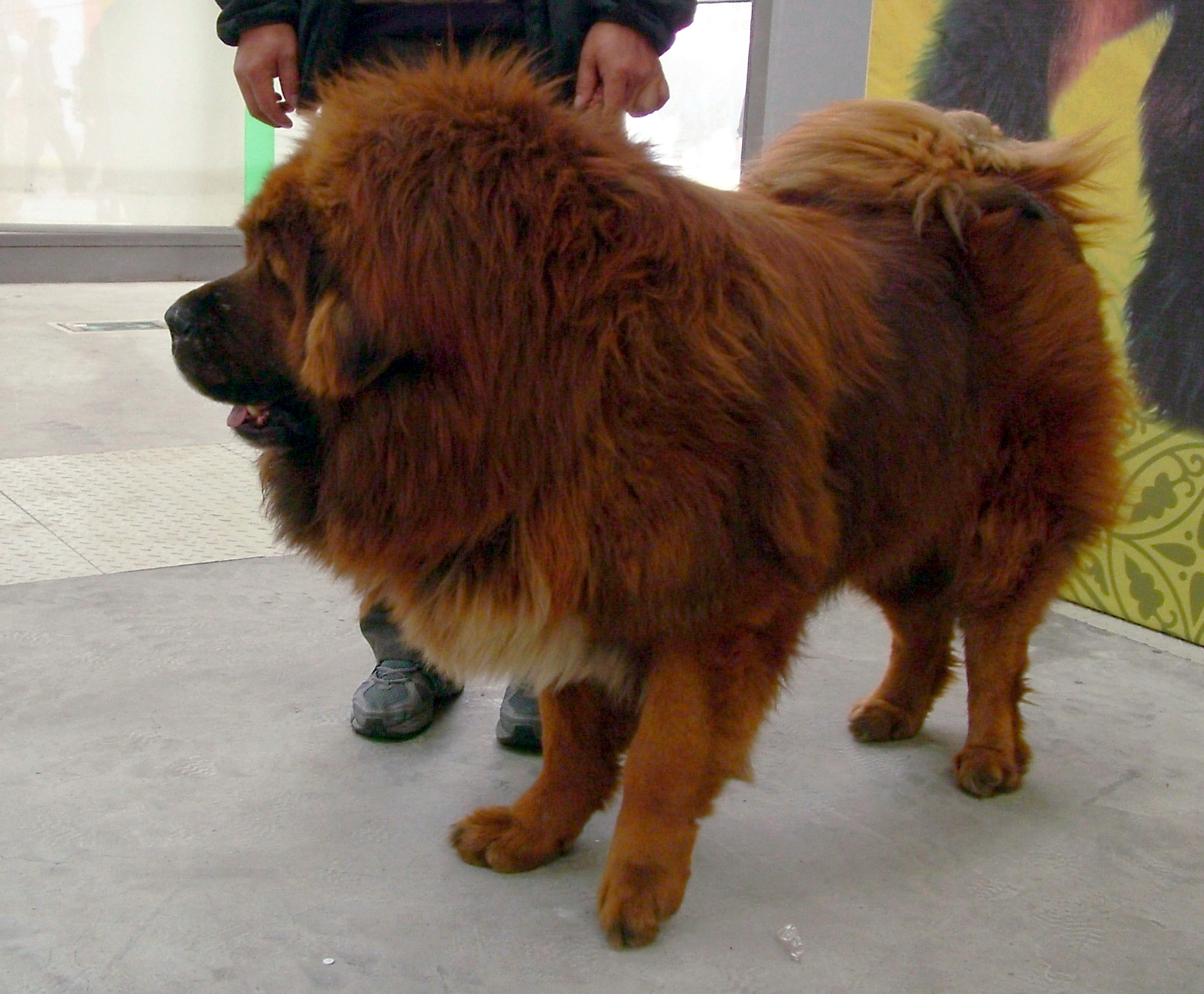
Mastino Tibetano di tipo cinese

Il Mastino tibetano o Do-khyi è una razza canina molossoide del tipo "cani da montagna" originaria del Tibet, dove viene da secoli impiegata come cane da guardia (anche contro predatori di grossa taglia come leopardi e tigri), riconosciuta dalla FCI (Standard N. 230, Gruppo 2, Sezione 2) e dai principali standard internazionali. La razza è oggi considerata quella maggiormente rassomigliante la forma archetipica dell'antico cane da montagna da cui ebbero origine le varie razze molossoidi.

## Storia

### Origini
La razza ebbe origine in tempi molto antichi dall'archetipo razziale dei Molossoidi, grandi cani da montagna selezionati in epoca protostorica nel Medioriente (principalmente nella Mezzaluna Fertile), dove la nascente pastorizia aveva evidenziato la necessità di selezionare un grosso cane difensore del gregge, evolutosi durante l'Età del ferro come cane da guerra/palazzo nelle prime grandi civiltà (assiri, babilonesi, ittiti, egizi). Dalla Mesopotamia, il molossoide achetipico si diffuse nell'antico impero persiano e da lì al Caucaso, all'India ed a tutti i paesi tra le pendici indo-pakistane dell'Himalaya (Tibet, Nepal, Bhutan, ecc.) e le steppe mongoliche, dando origine a diversi ceppi locali: tutti cani accomunati da una certa tipologia caratteriale (forte, dominante, territoriale e protettiva verso la famiglia umana) ma con varianti morfologiche dovute alle diversità climatiche e del territorio.
Tra le tante, la razza che, in ragione dell'isolamento, ha meglio conservato le caratteristiche dell'antenato comune è appunto il mastino tibetano: studi recenti di genomica hanno infatti acclarato che, laddove diverse razze canine divergono geneticamente dal lupo grigio 42.000 anni fa, il mastino tibetano diverge 58.000 anni fa e che la sua linea genetica si può riscontrare in altri cani da montagna come il Bovaro del bernese, il Cane di San Bernardo ed il Leonberger.
Le testimonianze documentaristiche dalle terre d'origine, riportano una realtà molto variegata con soggetti morfologicamente disomogenei, come è logico aspettarsi da una razza diffusa su un territorio così vasto. Il termine Do-khyi, traducibile come “cane legato” o “cane da legare” (equivalente dell'inglese "bandog"), in Tibet non indica genericamente un qualsiasi cane da guardia, ma un soggetto appartenente alla grande famiglia dei mastini tibetani, divisa tra:
- il tipo "dei nomadi", Brog-khyi, più leggero ed agile, con tratti molossoidi meno marcati, allevato per la custodia degli accampamenti e dei villaggi;
- il tipo "da monastero", Rong-khyi, più pesante e marcatamente molossoide, allevato per la guardia ai monasteri e ai palazzi dei nobili, dove oltretutto poteva essere nutrito in modo più sostanzioso, atto a favorire il pieno sviluppo del potenziale genetico per statura e massa corporea. A questo secondo tipo, molto diffuso nelle regioni di Shannan (Lhoka in Tibetano - ad Est di Lhasa lungo la valle dello Yarlung Tsampo) o Hequ (anche detta Gannan - l'area delimitata ad est della prima ansa del Fiume Giallo), si suppone facessero riferimento le testimonianze storiche più "scandalistiche".

Una nota a parte merita il misterioso Apso Do Khyi, il mastino tibetano a pelo duro (o pelo caprino), relativamente diffuso nella zona sud-orientale del Tibet, alle falde del monte Kailash. Secondo alcuni studiosi, si tratterebbe di un incrocio tra il Do-khyi ed il Tibetan Terrier. Si tratta comunque di una varietà non ancora riconosciuta dagli standard internazionali.

### Diffusione in Occidente
Marco Polo, nel suo "Milione", descrisse i mastini tibetano-cinesi alti come un asino e potenti come un leone nelle fattezze e nella voce. Nei secoli successivi, i rari esemplari di mastino tibetano pervenuti in Europa furono conseguentemente trattati come delle belve esotiche e, come tali, esposte negli zoo (es. a Londra).

I primi tentativi di allevamento occidentale risalgono agli anni '20 e '30, per opera degli inglesi con l'importazione di soggetti che però non hanno avuto discendenti fino ai nostri giorni.
Un nuovo impulso si ebbe negli anni '70 da parte di allevatori olandesi e francesi che ha portato al riconoscimento del Tibetan Mastiff nello standard FCI e in tutti i maggiori standard internazionali. Tale selezione, che costituisce la base di tutte le maggiori linee di allevamento europeo moderno, ha però avuto il torto di mescolare indiscriminatamente tutte le tipologie disponibili, partendo soprattutto da cani nepalesi ed indiani, i più facili da reperire. A questo si deve lo sconcerto del neofita che, avendo in mente le leggendarie descrizioni letterarie del Molosso del Tibet, si scontra con la misera realtà della maggior parte dei soggetti di allevamento occidentale.
A partire dall'anno 2000 circa, grazie alla relativa apertura dei confini tibetani da parte della Cina e al crescente interesse degli stessi cinesi per questa razza, si è assistito ad una progressiva diffusione di nuovi soggetti, a volte chiamati di 'tipo cinese', che nella maggioranza dei casi sono sia caratterialmente che morfologicamente assai differenti dal molosso tibetano originale. Ed in effetti sono in molti a nutrire dei seri sospetti su questa selezione cinese, che ha, di fatto, dato vita ad una 'varietà' precedentemente sconosciuta e mai documentata nelle terre di origine.

## Utilizzo
Il lavoro “normale” del Do-khyi non è, contrariamente a quanto si crederebbe, la difesa del gregge ma la custodia degli accampamenti e dei villaggi. Durante il giorno, si trova solitamente legato ad una pesante catena fuori dalle tende dei nomadi Drokpa o Khampa, o nei cortili delle case, per essere poi liberato durante la notte, solitamente accudito da donne e bambini, poiché gli uomini devono badare alle mandrie che si aggirano sugli altopiani, o si dedicano al commercio, assentandosi per lunghi periodi.
Nel mondo occidentale, il Tibetan Mastiff (almeno quelle linee di allevamento che hanno saputo conservare i tratti fondamentali della razza, senza cedere a facili compromessi a scopo commerciale) è l'ideale custode della casa, equilibrato, sicuro ed affidabile con tutti i membri (umani e non) della “famiglia” di cui si sente responsabile.

## Descrizione
Il soggetto ideale è imponente, alto almeno 66 cm ,(anche se può superare gli 80 cm) al garrese per i maschi, 62 per le femmine; coda portata arrotolata (non troppo strettamente) appena a lato della schiena, testa leonina, muso corto e largo, canna nasale diritta e sguardo severo. Ossatura forte, muscolatura particolarmente sviluppata nella parte anteriore, posteriori con giusta angolazione.
Il colore più diffuso è il nero focato, ma tipicissimi sono anche il nero assoluto (spesso con una macchia bianca sul petto), il rosso in varie tonalità, ed in misura minore il blu (particolare grigio) o il blu focato.
La coda è di lunghezza media che non supera la punta del garretto. Attaccata alta, a livello della linea del dorso. Si arrotola di fianco, sul dorso. Deve essere dotata di pelo abbondante.
Si tratta di cani robusti, rustici e frugali, con un lento metabolismo ed una crescita che si protrae nei maschi anche fino ai 4/5 anni per lo sviluppo completo. Sono molto longevi per cani della loro taglia (14-15 anni non sono insoliti).
Il pelo nel maschio è molto più denso che nella femmina. La qualità del pelo conta più della quantità. Il pelo è di buona lunghezza e molto spesso. Nella stagione fredda è presente uno spesso sottopelo che diventa piuttosto rado nei mesi estivi. Il pelo è fine ma duro di tessitura; è dritto e aperto. Non è mai setoso né bouclè. Ondulato. Il sottopelo, quando presente, è piuttosto lanoso. La coda e le spalle sono dotate di pelo abbondante che ha l'aspetto di una criniera. La coda è folta, coperta di un pelo denso. Gli arti posteriori portano frange abbondanti nella parte posteriore delle cosce. La folta pelliccia li protegge da tutte le intemperie. Richiedono una toelettatura minima (basta qualche spazzolata nella stagione di muta) e possono naturalmente vivere tutto l'anno all'aperto.
In casa sono discreti, passano gran parte del loro tempo a sonnecchiare, sempre pronti comunque ad attivarsi al primo rumore sospetto. Quello di cui hanno maggiormente bisogno, nonostante l'apparente indipendenza, è il contatto con gli altri membri della famiglia.

## Curiosità
Un cucciolo di mastino tibetano di nome Big Splash ha conquistato il titolo di «cane più costoso del mondo». Nel corso di una fiera in Zhejiang, un uomo d'affari cinese ha sborsato 12 milioni di yuan, equivalenti a 1,4 milioni di euro, per un esemplare di un anno d'età.

## Alimentazione
L'alimentazione del mastino tibetano è molto importante, soprattutto quando è cucciolo. La prima fase, quella più critica, è fino ai 18 mesi: in questo periodo il cucciolo deve essere alimentato con non troppe proteine e un corretto rapporto calcio/fosforo.
È consigliabile una lieve restrizione alimentare piuttosto che un'iperalimentazione, in quanto nel primo caso si permette una crescita regolare mentre nel secondo con integratori e vitamine si favorisce l'obesità, l'aumento della velocità di crescita che è dannosa per un regolare e naturale sviluppo scheletrico muscolare. La crescita del mastino tibetano deve essere lenta ma costante, proprio per la sua taglia enorme.